# 18-й титул Зводу законів США (федеральний кримінальний кодекс)
18-й титул Зводу законів США, також відомий як федеральний кримінальний кодекс — акт конгресу США, переглянутий 1948 року, котрий визначає відповідальність за злочини та систематизує кримінальну процедуру (процес) у межах федеральної території Сполучених штатів. На територіях конкретних штатів мають чинність кримінальні кодекси відповідних штатів, котрі не завжди регулюють однотипні питання матеріального кримінального права та кримінального процесу у згоді з федеральним кримінальним законодаством.